# Сингаївський Павло Пилипович
Павло Пилипович Сингаївський (нар. 23 листопада 1922, Шатрище) — український живописець; член Спілки художників України.

## Біографія
Народився 23 листопада 1922 року в селі Щатрищі (тепер Коростенський район Житомирської області, Україна). 1949 року закінчив Одеське художнє училище (викладачі Теофіл Фраєрман, Абрам Векслер, Мойсей Муцельмахер).
Жив у Львові, в будинку на вулиці Тернопільській № 1а, квартира 48.

## Творчість
Працював в галузі станкового живопису. Серед робіт:
- «Карпатський рейд» (1960, у співавторстві з П. Каримовим);
- «Цікава книга» (1964);
- «Партизанська весна» (1966);
- «Народні месники» (1967);
- «Зоря» (1968);
- «Вершники» (1970).

Брав участь у республіканських виставках з 1960 року.